# Veraicon
Veraicon (łac. icona vera), chusta św. Weroniki – rodzaj acheiropoietosu. Obraz oblicza Jezusa Chrystusa, które według tradycji odbiło się na chuście św. Weroniki, którą ocierała z potu twarz Jezusa w jego drodze na Golgotę.

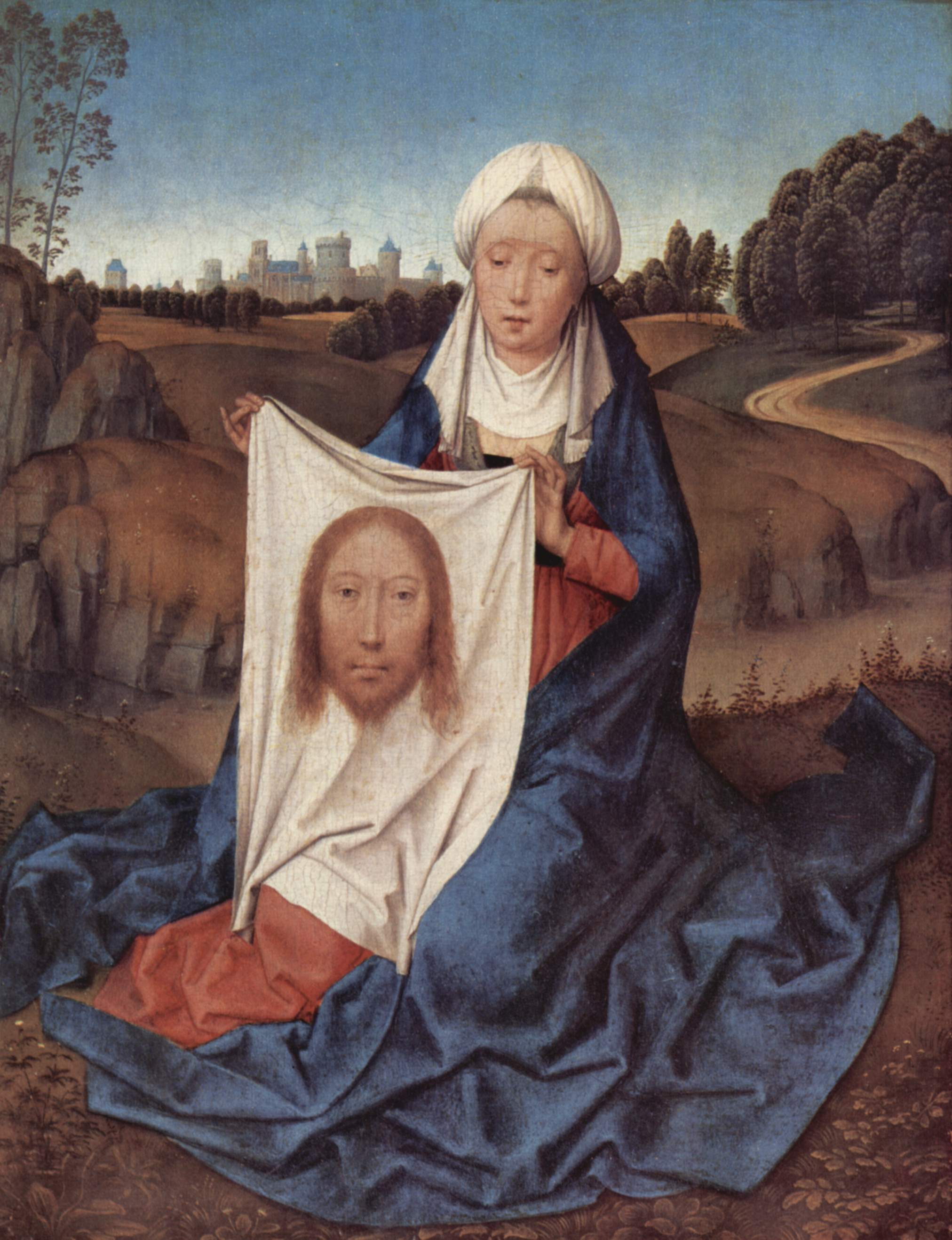
Obraz Hansa Memlinga przedstawiający św. Weronikę z veraiconem
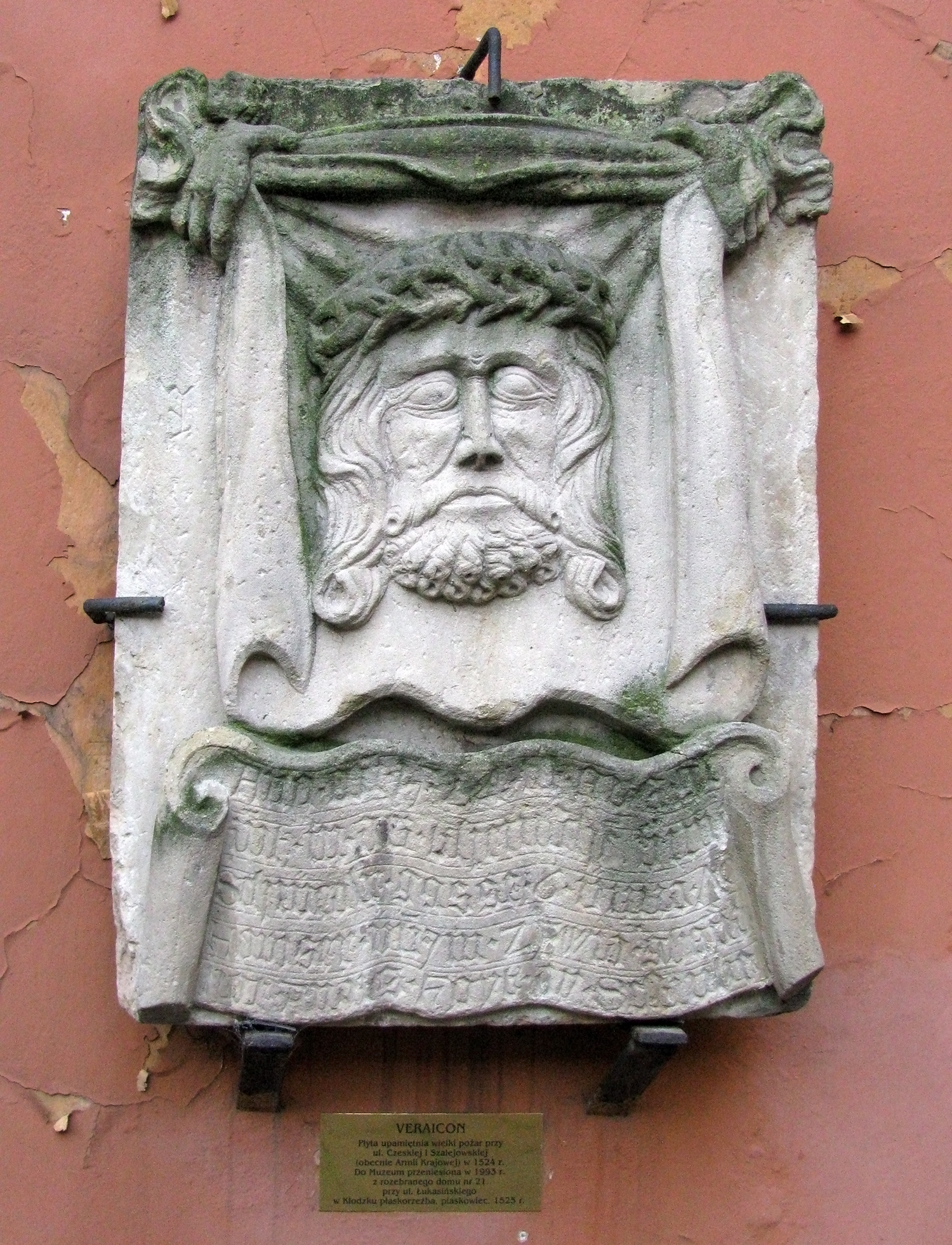
Płaskorzeźba przedstawiająca veraicon
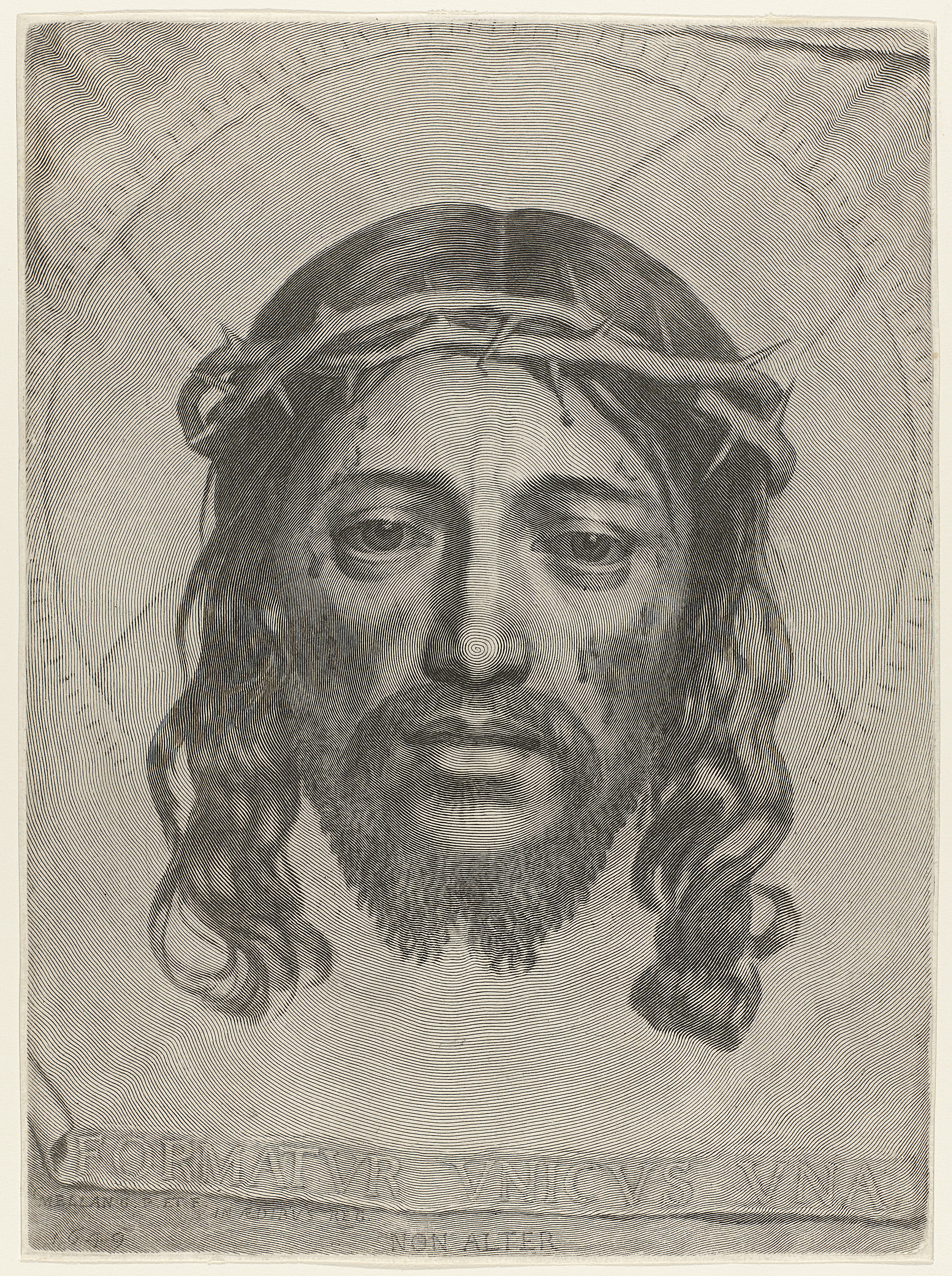
Rycina Claude'a Mellana, Oblicze Chrystusa z 1649 r.

Veraicon jest rodzajem acheiropoietosu w chrześcijańskiej sztuce zachodniej. Motyw ten rozpowszechnił się od czasów późnego średniowiecza, kiedy to podejście św. Weroniki do Chrystusa w drodze na Golgotę zostało włączone w cykl drogi krzyżowej. Veraicon w sztuce zachodniej najczęściej przedstawia cierpiącą twarz Chrystusa. Ma on często zamknięte oczy, cierniową koronę i męczeński wyraz twarzy. W sztuce veraicon może występować samodzielnie, może też być trzymany przez św. Weronikę lub przez anioły. Jako motyw samodzielny może być elementem arma Christi.